# Toivo Suursoo
Toivo Suursoo, född 13 november 1975 i Tallinn, är en estnisk ishockeytränare och före detta professionell ishockeyspelare, som just nu är huvudtränare för estniska HC Vipers.
Som ishockeyspelare spelade han i en del svenska klubbar; Mörrums GoIS IK, IK Oskarshamn, IF Troja-Ljungby, 
Malmö Redhawks och Luleå HF.